# Armellada
Armellada es una localidad del municipio leonés de Turcia, en la Comunidad Autónoma de Castilla y León. El pueblo se encuentra al norte del municipio, cercano al río Órbigo que riega sus tierras. Se accede a la localidad a través de la carretera local LE-420, que le atraviesa.
La iglesia está dedicada a La Asunción.

## Localidades limítrofes
Confina con las siguientes localidades:
- Al noreste con La Milla del Río.
- Al este con Quiñones del Río y Alcoba de la Ribera.
- Al sureste con Sardonedo.
- Al sur con Turcia.
- Al noroeste con Quintanilla del Monte.

## Demografía
Evolución de la población
| Gráfica de evolución demográfica de Armellada entre 2000 y 2017    |
|                                                                    |
| Población de derecho (2000-2017) según el padrón municipal del INE |

## Historia
Así se describe a Armellada en el tomo II del Diccionario geográfico-estadístico-histórico de España y sus posesiones de Ultramar, obra impulsada por Pascual Madoz a mediados del siglo XIX:

Lugar en la provincia de León (3 leguas), partido judicial y administración de rentas de Astorga (3), audiencia territorial y capitanía general de Valladolid (24), diócesis de Oviedo (27), vicaría de San Millán de Benavente (9), ayuntamiento de Benavides (1/2); Situado en un llano a la margen N de la ribera de Órbigo; combatido por los vientos meridionales, con clima sano, aunque algo propenso a tercianas y afecciones reumáticas. Tiene 110 casas, 1 iglesia parroquial bajo la advocación de la Asunción de Nuestra Señora, servida por 1 cura párroco, su escusador y 1 sacristán; el curato es de primer ascenso y patronato laical, 1 ermita en el centro de la población y 2 fuentes de mediana calidad, de las cuales se surten los vecinos. Confina el término por N con el de Quintanilla del Monte (1 legua), por E con el de Milla del Río (1/4); por S con el de Turcia (1/8), y por O con el de Quintanilla del Valle (1/2); como se dijo le baña el río Órbigo por el lado del S, el cual da impulso a diferentes molinos harineros. El terreno es de primera calidad, y abunda en él el arbolado; los caminos son locales; la correspondencia se recibe de León por el valijero de Carrizo; Producciones: trigo, centeno, cebada, lino, patatas, legumbres, hortaliza, yerba, y mucha madera de construcción; cría ganado lanar, vacuno y mular, caza de perdices y pesca de truchas y anguilas; Industria: los molinos arriba mencionados y el corte de maderas; Comercio: una tienda de géneros del reino y coloniales y exportación de trigo para Asturias. Población: 110 vecinos, 507 almas. Contribución: con el ayuntamiento.
Diccionario geográfico-estadístico-histórico de España y sus posesiones de Ultramar